# الدوري السلوفيني لكرة القدم 1953–54
الدوري السلوفيني لكرة القدم 1953–54 هو موسم من الدوري السلوفيني لكرة القدم ‏. فاز فيه NK Železničar Maribor ‏.